# باکره چهل‌ساله
باکرهٔ چهل‌ساله (انگلیسی: The 40-Year-Old Virgin) یک فیلم کمدی رمانتیک آمریکایی در سال ۲۰۰۵ به کارگردانی جاد اپتاو است که آن را به همراه کلیتون تاونسند و شانا رابرتسون تهیه کرده‌است. در این فیلم استیو کرل نقش اندی، باکره ۴۰ ساله و فروشنده یک فروشگاه الکترونیک را ایفا می‌کند. رومانی مالکو، ست روگن و پل راد در نقش همکارانی بازی می‌کنند که تصمیم می‌گیرند تا به او کمک کنند تا بکارت خود را از دست بدهد و کاترین کینر در نقش عشق اندی نقش‌آفرینی می‌کند.
تماشای بازی کرل در گوینده: افسانه ران برگندی (۲۰۰۴) باعث شد اپتاو نقش اصلی فیلم را به او بدهد. هنگامی که این دو در مورد برنامه‌های آیندهٔ فیلم بحث می‌کردند، کرل ایده‌ای را در مورد ساختن یک باکره که ۴۰ ساله بود، به اشتراک گذاشت که منجر به ایجاد این پروژه شد. آن‌دو باکرهٔ چهل‌ساله را با هم نوشتند. فیلم از ژانویه تا آوریل ۲۰۰۵ در لس آنجلس، کالیفرنیا و دره سن فرناندو، کالیفرنیا فیلم‌برداری شد.
این فیلم در ۱۹ اوت ۲۰۰۵ توسط یونیورسال پیکچرز به صورت نمایشی در آمریکای شمالی منتشر شد. فیلم نظرات مثبتی را از سوی منتقدان را دریافت کرد، زیرا کرل برای عملکرد خود برجسته شد و بیش از ۱۷۷ میلیون دلار در سراسر جهان در برابر بودجه ۲۶ میلیون دلاری خود درآمد کسب کرد. کرل برای این نقش‌آفرینی جایزه‌های گلدن شومز و فیلم ام‌تی‌وی را کسب کرد و کینر جوایزی را از انجمن منتقدان فیلم بوستون و انجمن منتقدان فیلم لس آنجلس دریافت کرد.

## خلاصه داستان
«اندی استیتزر» که در یک مغازه فروش لوازم الکترونیکی کار می‌کند، زندگی آرامی دارد. همکارانش او را دوست دارند، از این رو وقتی باخبر می‌شوند که اندی در چهل سالگی هنوز باکره است، دست به کار می‌شوند تا موقعیتی فراهم کنند تا مشکل اندی را حل کنند. اندی که در جوانی به دلیل تجربیات ناگواری که از برخورد با جنس مخالف داشته، این نوع رابطه را به بوته فراموشی سپرده‌است. اما وقتی با «تریش»، زنی چهل ساله که در نزدیکی فروشگاه آن‌ها یک مغازه تجارت اینترنتی دارد، آشنا می‌شود تصمیم می‌گیرد تا در این زمینه تجاربی کسب کند.

## بازیگران
- استیو کرل
- کاترین کینر
- پل راد
- رومانی مالکو
- ست روگن
- الیزابت بنکس
- لزلی من
- کت دنینگز
- جین لینچ
- جیلیان ویگمن
- ماریکا دومینچیک
- هیلاری شپرد
- لی ویور